# リベンジgirl
『リベンジgirl』（リベンジガール）は2017年12月23日に公開された日本映画。監督は三木康一郎、主演は桐谷美玲。大失恋したヒロインが女性初の内閣総理大臣を目指すラブコメディ。
本作は日本のソニー・ピクチャーズ エンタテインメントが配給する日本映画だが、同じソニーグループであるコロンビア ピクチャーズのオープニングロゴが使用された（「コロンビア ピクチャーズ#日本映画との関わり」も参照）。公開スクリーン数は270。週末興行ランキングでは、初登場11位だった。

## あらすじ
高い学歴と美貌を持つが、自身の性格の悪さに気付かない主人公・宝石美輝は、政界の名家である斎藤裕雅と付き合うものの、最後にはあっさりと振られてしまう。自分に絶対的な自信を持っていた美輝は、裕雅を見返すため、選挙に立候補して内閣総理大臣になることを決意する。だが、政治家を目指す美輝の秘書に就いた門脇俊也から厳しい指導を受けるうちに、完璧だった美輝の心は揺らぎはじめる。

## 登場人物
宝石美輝（たからいし みき）
演 - 桐谷美玲
本作のヒロイン。ミスキャンパスでグランプリに輝き、東京大学を首席で卒業するなど、才色兼備な反面、性格面で問題がある性格ブスであり、友達ができない。これまで政治に興味が無かったにもかかわらず、失恋へのリベンジを理由として選挙に立候補する。
門脇俊也（かどわき としや）
演 - 鈴木伸之
当初は政治家の秘書として働いていたが、嘘ばかりつく政治家の姿に嫌気がさし、政治塾に転職した。
斎藤裕雅（さいとう ひろまさ）
演 - 清原翔
祖父・茂、及び父親も政治家である斎藤家に生まれる。アメリカのハーバード大学出身であり、その肩書きと経歴で自身も政治家を目指す一方、女癖が悪いプレイボーイで、遊び暮らしているなど、斎藤家によって隠された問題点も多い。
仲手川万里子（なかてがわ まりこ）
演 - 馬場ふみか
ミスキャンパスでは準グランプリだったが、美輝とは対照的に顔が広く、会場投票では美輝を抑えトップに立った。大学を卒業後にアナウンサーになった後、選挙に立候補した美輝を手伝うことになる。
宝石美咲（たからいし みさき）
演 - 竹内愛紗
美輝の妹。姉とは違い、冷静で落ち着いた性格だが、容姿に優れた美輝を慕っており、美輝にとっては唯一の相談相手でもある。
百瀬凛子（ももせ りんこ）
演 - 佐津川愛美
裕雅の元恋人。
斎藤茂（さいとう しげる）
演 - 大和田伸也
裕雅の祖父で政治家。斎藤家の地位を守るために、平気で嘘を重ね、汚れた手段を選ぶこともある。また、自身の夢であった内閣総理大臣に裕雅が就くことを望んでいる。
如月凪子（きさらぎ なぎこ）
演 - 斉藤由貴
斎藤茂の秘書。美輝の様子を見て可能性を見出し、俊也に美輝の手伝いを命じる。

## スタッフ
- 原作 - 清智英、吉田恵里香「リベンジgirl」（KADOKAWA刊）
- 監督 - 三木康一郎
- 脚本監修 - 吉田恵里香
- 脚本 - おかざきさとこ
- 音楽 - 坂本秀一
- 主題歌 - JY「Secret Crush 〜恋やめられない〜」（Sony Music Records）
- 製作 - 依田巽、ソニー・ピクチャーズ エンタテインメント、亀山慶二、林誠
- エグゼクティブプロデューサー - 小竹里美
- プロデューサー - 朴木浩美、増山紘美、植村真紀
- ラインプロデューサー - 竹山昌利
- 音楽プロデューサー - 菊地智敦
- 撮影 - 吉沢和晃
- 照明 - 小沢均
- 録音 - 甲斐田哲也
- 美術 - 花谷秀文
- スタイリスト - 外山由香里
- 編集 - 伊藤潤一
- 助監督 - 森裕史
- 制作担当 - 大沢忠生
- 特別協力 - BVLGARI
- 配給 - ソニー・ピクチャーズ エンタテインメント
- 制作プロダクション - キュー・テック
- 製作幹事 - ギャガ、ソニー・ピクチャーズ エンタテインメント
- 製作 - 「リベンジgirl」製作委員会（ギャガ、ソニー・ピクチャーズ エンタテインメント、テレビ朝日、東急エージェンシー）